# اوورنی
اوورنی (به فرانسوی: Auvergne) یکی از ۲۶ ناحیه (استان) فرانسه به مرکزیت کلرمون فران. اوورنی فعلی از منطقه تاریخی اوورنی بزرگتر است و مناطق دیگری بدان منضم شده‌است.

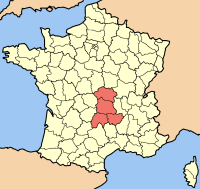
ناحیه اوورنی در فرانسه